# 인어공주 (1989년 영화)
《인어공주》(영어: The Little Mermaid)는 월트 디즈니에서 1989년에 개봉된 애니메이션 영화이다. 디즈니사의 28번째 클래식 애니메이션 장편 영화로, 한스 크리스티안 안데르센의 동화 《인어공주》를 바탕으로 했다. 미국에서는 8천 4백만불, 다른 나라에서는 9천 9백만불의 수익을 올렸으며, 1980년대 이후 침체되던 미국 애니메이션을 되살렸다는 평가를 받았다. 1993년부터 1995년까지 TV 시리즈와 2000년과 2008년에 두 편의 후속작이 나왔다.

## 줄거리
18세의 에릭 왕자는 종복 그림즈비와 함께 선상에 타고 있다. 선원들은 에릭에게 바다의 제왕이자 인어족들의 왕 트라이튼에 대해 이야기 해준다. 바다 아래서, 인어족의 공주 에리얼은 바다 속의 생활에 따분함을 느끼고 인간 세계를 동경한다. 에리얼과 그녀의 물고기 친구인 플라운더는 인간이 만든 예술품들을 모으고 있다. 둘은 스커틀이라는 갈매기를 만나러 물 위로 올라가며, 스커틀은 둘에게 인간들에 대한 잘못된 지식을 가르쳐준다. 에리얼은 아버지 트라이튼과 궁정악사 세바스찬(소라게)의 만류에도 불구, 인간들의 세상으로 가고 싶어한다.
에리얼과 플라운더는 에릭 왕자의 생일 축하연을 보기 위해 수면으로 올라가며, 거기서 에릭을 본 에리얼은 그에게 한눈에 반한다. 그러나 축하연은 갑자기 몰아닥친 폭풍으로 중단되고, 배는 가라앉는다. 에릭은 익사할 뻔했으나 에리얼이 구출하여 살아남고 해변에 눕혀진다. 에리얼은 왕자에게 향하는 자신의 마음을 노래하지만, 에릭이 깨었을 때 에리얼은 이미 몸을 물 속으로 숨긴 뒤였다. 에릭은 희미한 기억으로 아름다운 목소리를 가진 소녀가 자기를 구출했다고 생각하고 그녀를 꼭 찾겠다고 맹세한다. 이를 지켜본 에리얼 역시 에릭에게 되돌아갈 것을 결심한다. 이후 트리톤과 에리얼의 언니들은 아리엘이 상사병에 빠진 것을 발견한다. 궁정악사 세바스찬은 그녀의 마음을 육지에서 돌리기 위해 '바다 밑'의 생활이 육지보다 낫다고 강조하나, 에리얼은 노래 중간에 빠져나간다.
트라이튼은 에리얼의 상사병의 원인을 세바스찬에게 물어본다. 사실을 알게 된 트리톤은 크게 화를 내며 에리얼이 인간들의 공예품들을 모아 놓은 장소를 찾아, 삼지창으로 부숴 버린다. 상심한 에리얼에게 두 마리 뱀장어 플롯섬과 젯섬이 접근하여 그녀의 소원을 바다 마녀 우르술라가 이루어 줄 것이라고 유혹한다. 우르술라는 그녀를 3일 동안 인간의 모습으로 바꾸어 주는 대신, 목소리를 자신에게 주는 것을 제안한다. 만약 에리얼이 3일 이내에 왕자에게 사랑의 입맞춤을 받지 못할 경우, 에리얼은 다시 인어의 모습으로 바뀌게 되며 그녀는 우르술라의 소유물이 되고 말 것이라고 한다. 에리얼은 이 제안을 수락하고 우르술라의 주문이 끝나면서 인간의 다리를 얻게 된다. 그러나 인간의 모습으로 변한 에리얼은 헤엄을 칠 수 없었고, 플라운더와 세바스찬의 도움으로 육지로 올라간다.
에리얼은 자신이 인간의 두 다리를 갖게 되었으나, 동시에 목소리도 잃은 것을 알게 된다. 에릭 왕자는 에리얼을 발견하고 그녀가 자신을 구한 여인이 아닐까라는 추측을 했으나, 그녀가 벙어리임을 알고 그 생각을 접는다. 에릭은 에리얼을 왕궁으로 데려가고, 그녀를 본 주변인들은 난파선에서 구조된 여자로 생각한다. 세바스찬은 이 와중에 왕실 주방으로 흘러 들어가 주방장 루이에게 게요리가 되기 직전까지 갔다가 살아난다. 에리얼은 에릭과 함께 왕궁에서 인간 세상의 풍물을 보며 즐거운 시간을 갖는다. 동시에 플라운더와 세바스찬, 스커틀은 3일의 시간이 지나기 전에 에릭과 에리얼이 키스를 하도록 만들려고 노력한다. 분위기가 조성되고 두 사람이 입맞춤을 하려는 순간, 뱀장어 플롯섬과 젯섬이 둘을 훼방놓고 사라진다. 우르술라는 에리얼이 인간이 될 뻔한 사실에 분노하며, 바네사라는 이름의 여인으로 변신하여 에리얼의 목소리(우르술라의 목에 있는 앵무조개 껍데기 속에 봉인되어 있음)를 내면서 왕자에게 직접 접근한다. 왕자는 둔갑한 우르술라의 최면술에 빠져 그녀가 자신을 구한 여인이라고 생각하게 된다.
다음 날 에리얼은 에릭 왕자가 정체불명의 여인 바네사과 결혼한다는 사실을 알게 되고  에리얼은 절망하며 왕궁을 뛰쳐나간다. 그걸 지켜본 바네사는 에릭에게 기댄다. 
물거품이 될 위기에 처한 에리얼을 뒤로하고 결혼식이 열리는 바지선은 떠나간다. 갈매기 스커틀은 바네사의 정체가 우르술라가 둔갑한 것을 알고 이를 에리얼에게 알려준다. 에리얼과 플라운더는 바지선을 쫓아가며, 세바스찬은 트라이튼에게 이를 알린다. 스커틀은 에릭과 바네사의 결혼식을 방해한다. 여럿의 도움으로 우르술라의 목에 걸려 있던 앵무조개 껍데기는 깨지고, 에릭에게 씌어 있던 최면은 풀리고 에리얼도 본래의 목소리를 되찾는다. 에리얼이 자신을 구한 여자임을 안 에릭은 달려가 그녀에게 입맞추려는 순간, 태양이 지면서 에리얼은 본래 인어의 모습으로 돌아간다. 우르술라는 본래의 모습으로 되찾은 에리얼을 납치한다.
트라이튼은 우르술라와 대면하지만 우르술라와 에리얼이 가깝게 붙어 있기 때문에 힘을 쓰지 못한다. 트라이튼은 딸을 인질에서 풀어 주는 대신 자신은 우르술라에 의해 폴립 모습으로 퇴화된다. 우르술라는 트라이튼의 왕관과 삼지창을 갖고 자신을 바다의 여왕으로 칭하면서 기뻐한다. 에릭 왕자가 물 속에 뛰어들어 어슐라에게 작살을 던지고, 우르술라는 플롯섬과 젯섬 둘을 전투 와중에 실수로 죽이게 된다. 분노한 우르술라는 거대화되어 트라이튼의 삼지창을 이용하여 막대한 소용돌이를 만들어낸다. 소용돌이로 인해 에릭의 사령선을 포함한 여러 척의 배들이 대파된다. 우르술라가 에리얼을 처치하기 직전, 에릭 왕자는 깨진 보우스플릿을 우르술라의 배에 꽂아 넣고, 우르술라는 큰 폭발을 일으키면서 최후를 맞는다.
결국 그녀의 힘도 사라지고, 트라이튼을 포함하여 우르술라에 의해 폴립 속에 속박되어 있던 인어족들이 해방된다. 이후 트라이튼은 에리얼을 삼지창의 힘으로 인간으로 만들어 주고, 에리얼은 에릭에게 달려가며 둘은 입맞춤을 한다. 인어족들과 많은 사람들이 둘러싼 가운데 에리얼과 에릭의 결혼식과 함께 막을 내린다.

## 등장인물
에리얼 (Ariel)
인간계를 동경하는 인어족 소녀로 멜로디와 그 귀한 어머니의 옛사랑. 인간 세계의 왕자를 사랑하여 목소리와 사람의 다리를 맞바꾸는 우르술라와의 거래를 한다. 이 작품의 주인공.
우르술라 (Ursula)
세바스찬 (Sebastian)
왕궁 오케스트라의 지휘자를 맡고 있는 소라게. 에리얼이 인간 세계를 동경하는 것을 알고 마음을 돌리려 노력한다. 영어판에서는 카리브해 식의 억양을 띈다.
플라운더 (Flounder)
통통한 몸집의 물고기로 에리얼의 친구. 말이 많은 겁쟁이. 애리얼과 함께 행동한다.
에릭 왕자 (Prince Eric)
지상계 왕국의 왕자로 멜로디와 그 딸을 위한 아버지의 활약상. 배가 난파되어 죽음에 처하나, 에리얼의 도움으로 목숨을 건진다.
트라이튼 왕 (King Triton)
대서양 바다 속을 다스리는 왕이자 에리얼의 아버지로, 멜로디의 조부. 엄격하지만 자상한 면모를 갖추고 있으며, 에리얼에게는 다소 엄한 모습을 보인다.
스커틀 (Scuttle)
말 많고 떠벌이기 좋아하는 갈매기. 호기심에 가득찬 에리얼에게 인간 세계 이야기를 해주나 대부분 지어낸 거짓말.
플롯섬과 젯섬 (Flotsam & Jetsam)
뱀장어로, 우르술라의 부하. 둘은 꼭 닮았으며 말도 동시에 한다.
그림즈비 경 (Sir Grimsby)
에릭 왕자의 집사. 유머 감각이 없고 딱딱한 성격이지만 에릭을 곁에서 잘 보좌한다. 원판에서는 영국식 억양을 띈다.
주방장 루이 (Chef Louis)
에릭의 전속 주방장. 흥이 넘치는 성격으로 해산물 요리를 잘 만든다. 세바스찬이 희생당할 뻔했다. 영어판에서는 쟈크 클루조 경감(영화 <핑크 팬더>의 주인공) 스타일의 과장된 프랑스식 억양을 띈다.
에리얼의 언니들
아쿠아타, 안드리나, 아리스타, 아티나, 아델라, 알라나.

## 성우진 표
| 배역          | 영어 성우              | 한국어 성우         |
| ------------- | ---------------------- | ------------------- |
| 에리얼        | 조디 벤슨              | 김수경 손영진(노래) |
| 에릭          | 크리스토퍼 대니얼 반스 | 백순철              |
| 울슐라        | 팻 캐럴                | 박정자              |
| 트리톤 왕     | 케네스 마스            | 장승길              |
| 세바스찬      | 새뮤얼 E. 라이트       | 김준                |
| 플라운더      | 제이슨 메린            | 이건주              |
| 스커틀        | 버디 해킷              | 장광                |
| 플롯샘과 젯샘 | 패디 에드워즈          | 조동희, 김준        |
| 그림스비      | 벤 라이트              | 박태호              |
| 칼로타        | 이디 매클러그          | 김정희              |
| 해럴드        | 윌 라이언              | ―                   |
| 루이          | 러네이 오베어전와      | 김재우              |

## 한국어 더빙 연출
인어공주
- 연출：박원빈, 손인자
- 가사 번역：박원빈
- 녹음 제작：프로덕션 애드. 원
- 크리에이티브 수퍼바이져：전성준
- 한국어 제작：DISNEY CHARACTER VOICES INTERNATIONAL, INC.

인어공주 2 : 바다로의 귀한
- 연출：박원빈
- 번역：박찬순
- 음악 연출：강대진
- 가사 번역：박원빈
- 녹음 제작：프로덕션 애드. 원
- 크리에이티브 수퍼바이져：전성준
- 한국어 제작：DISNEY CHARACTER VOICES INTERNATIONAL, INC.

인어공주 3 : 에리얼의 시작
- 대사 연출：박원빈
- 음악 연출：이나리메
- 번역 : 안주현
- 가사 번역：박원빈
- 조연출 : 이유미
- 녹음 제작：프로덕션 애드. 원
- 대사/노래 녹음기술 : 전해철
- 크리에이티브 수퍼바이져：박원빈
- 한국어 제작：DISNEY CHARACTER VOICES INTERNATIONAL, INC.

## 음악
유명한 곡으로는 다음과 같은 곡이 있다:
- "Fathoms Below"
- "Daughters of Triton"
- "Part of Your World"
- "Part of Your World (Reprise)"
- "Under the Sea"
- "Poor Unfortunate Souls"
- "Les Poissons"
- "Kiss the Girl"
- "Vanessa Song"
- "Part of Your World (Finale)"

## 같이 보기
- 디즈니의 장편 애니메이션 영화 목록